# Tetralogia
Tetralogia (ou quadrilogia) é um trabalho artístico composto por quatro obras distintas. De forma semelhante, a trilogia é composta por três obras.
A origem do nome está no teatro de Ática, em que uma tetralogia era um grupo de três tragédias seguidas de uma peça satírica, todas de um mesmo autor, executadas numa mesma sessão das Dionísias como parte de uma competição. O orador Antifonte de Atenas ensinou seus estudantes usando as Tetralogias, cada uma composta por quatro textos. Três deles ainda existem.
Posteriormente, Shakespeare escreveu duas tetralogias, a primeira composta por três peças Henry VI (parte 1, parte 2 e parte 3) e Richard III, e a segunda composta por Richard II, duas Henry IV e Henry V. Richard Wagner compôs a tetralogia Der Ring des Nibelungen. O compositor Andersen Viana escreveu a Tetralogia Folk, obra musical composta para orquestra de cordas e tres percussionistas, onde utiliza o folclore brasileiro.

## Exemplos
Exemplos de obras descritas como tetralogias incluem:

### Literatura
- L. Frank Baum – Ozma of Oz, Dorothy and the Wizard in Oz, The Road to Oz e The Emerald City of Oz.
- Jonathan Bayliss – Gloucesterman
- John Crowley – Aegypt
- Henry de Montherlant – Les Jeunes Filles
- Ted Dekker – The Circle Series (Black, Red, White, Green)
- Ford Madox Ford – Parade's End
- Maggie Furey – Artefacts of Power
- Yaşar Kemal – İnce Memed tetralogy
- Sergei Lukyanenko – Night Watch
- Thomas Mann – Joseph and His Brothers
- David Markson – Reader's Block, This Is Not a Novel, Vanishing Point e The Last Novel[5]
- Yukio Mishima – The Sea of Fertility
- Christopher Paolini – Inheritance Cycle
- Tamora Pierce – The Song of the Lioness
- Claude Royet-Journoud – Le Renversement, La Notion d'Obstacle, Les Objects contiennent l'infini e Les Natures indivisibles
- William Shakespeare – Richard II, Henry IV, Part 1, Henry IV, Part 2, Henry V
- William Shakespeare – Henry VI, Part 1; Henry VI, Part 2; Henry VI, Part 3; Richard III
- E. E. Smith – Skylark
- Harry Turtledove – Settling Accounts
- John Updike – Rabbit, Run, Rabbit Redux, Rabbit is Rich, Rabbit at Rest
- T. H. White – The Once and Future King
- Gene Wolfe – Book of the New Sun e Book of the Long Sun
- Stephenie Meyer - Twilight, New Moon, Eclipse e Breaking Dawn.

### Cinema
- Jaws
  - Jaws 2
  - Jaws 3-D
  - Jaws: The Revenge

- Shrek
  - Shrek 2
  - Shrek The Third
  - Shrek Forever After

- The Hunger Games
  - The Hunger Games: Catching Fire
  - The Hunger Games: Mockingjay - Part 1
  - The Hunger Games: Mockingjay - Part 2

- The Avengers
  - Avengers: Age of Ultron
  - Avengers: Infinity War
  - Avengers: Endgame

### Música
- Coheed and Cambria – The Amory Wars
- Richard Wagner – Der Ring des Nibelungen
- Thrice – The Alchemy Index Vols. I & II e The Alchemy Index Vols. III & IV
- Andersen Viana - Tetralogia Folk